# Barichneumon sorex
Barichneumon sorex là một loài tò vò trong họ Ichneumonidae.